# 句容市磨盘山林场
句容市磨盘山林场是位于江苏省句容市茅山旅游风景区磨盘山西麓的一个国营林场。原属句容县东进林场。1973年，从东进林场剥离，定名为句容县磨盘山林场。1995年，因句容县改句容市，更名为句容市磨盘山林场。2000年，由全民事业单位改制为国有农业企业。行政上归句容市农业委员会管辖，党务属中共句容市委茅山风景区工作委员会管辖。
2015年时，林场共有各类林地2.4万余亩。2012年及之前，在国家统计局网站统计中，所在区域以句容市磨盘山林场之名列为句容市的一个类似乡级单位。